# Fukuryu

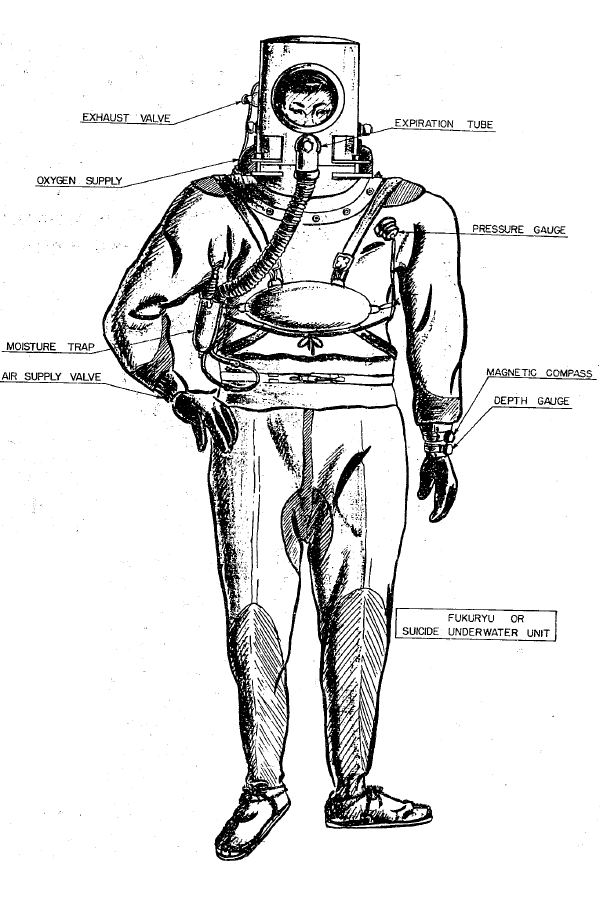
Dibuix d'un Fukuryu per personal de la USA Navy (1946)

Els fukuryu (trasncripció romanitzada del japonès 伏龙, 'drac que s'arrapa') eren uns bussejadors suïcides de la Marina Imperial Japonesa que van fer les seves accions a les acaballes de la Guerra del Pacífic. Aquestes «mines humanes» van ser dissenyades per a la defensa de les illes japoneses."
El procediment era el següent: el soldat caminava pel fons marí a l'aguait d'un vaixell enemic i, un cop localitzat, li aferrava una mina al buc i la feia explotar; com a resultat, el soldat moria i causava estralls a la nau. Per dur a terme la seva comesa, el bussejador portava aire comprimit i 9 quilos de plom per poder caminar sota l'aigua durant 6 hores amb una mina a sobre. Aquesta tàctica no es va fer servir mai en combat, ja que la guerra progressava amb rapidesa cap a la seva fi i, per això, no hi va haver temps de posar-la en pràctica, però si s'hagués dut a terme hauria resultat una solució poc efectiva, ja que el bussejador no podia diferenciar un vaixell enemic d'un d'amic: hi havia una gran possibilitat que la mina explotés en un vaixell japonès, i si de cas localitzava un vaixell enemic no era gaire probable que l'enfonsés, perquè en aquella època els Aliats ja tenien molt perfeccionades les tàctiques de detecció enemiga.
En japonès, per referir-se als soldats suïcides es fa servir el terme genèric Shinpū Tokubetsu Kōgeki Tai (神 风 特别 攻 撃 队, 'Unitat Especial d'Atac Shinpū'), o la seva abreviatura tokkōtai (特 攻 队), i no es fa servir la paraula kamikaze. L'ús d'aquest mot, però, s'ha estès fora del Japó i és aplicat actualment a diversos tipus d'atacs suïcides sense importar el mètode emprat (ús d'explosius, cotxes bomba, etc.). Aquesta unitat especial va ser dissolta amb la rendició incondicional del Japó a l'acabament de la Segona Guerra Mundial. Avui dia hi ha nombrosos registres i testimoniatges sobre aquest tema.